# Minerbio
Minerbio est une commune italienne de la ville métropolitaine de Bologne, dans la région Émilie-Romagne.

## Administration
| Période                                  | Période  | Identité         | Étiquette     | Qualité |
| ---------------------------------------- | -------- | ---------------- | ------------- | ------- |
| 8 juin 2009                              | En cours | Lorenzo Minganti | Centre gauche |         |
| Les données manquantes sont à compléter. |          |                  |               |         |

### Hameaux
Ca' De' Fabbri, Capo d'Argine, San Martino in Soverzano (o dei Manzoli), San Giovanni in Triario, Spettoleria, Tintoria

### Communes limitrophes
Baricella, Bentivoglio, Budrio, Granarolo dell'Emilia, Malalbergo